# Syllectra vitrimacula
Syllectra vitrimacula är en fjärilsart som beskrevs av Achille Guenée 1852. Syllectra vitrimacula ingår i släktet Syllectra och familjen nattflyn. Inga underarter finns listade i Catalogue of Life.